# Institut supérieur de philosophie et des sciences humaines Don Bosco
Pour les articles homonymes, voir Institut Don Bosco et Don Bosco (homonymie).
L’Institut supérieur  Don Bosco (ISDB) est une institution privée d’enseignement supérieur située à Akodessewa à Lomé, la capitale du Togo.

## Histoire
Fondé en 1986 sur l’initiative de la Conférence ibérique (Espagne et Portugal), l’ISDB fait partie des œuvres de la Maison Don Bosco (MDB).

## Programmes
ISDB (ex ISPSH) est situé au quartier Akodessewa, Lomé - Togo. Propriété de la congrégation religieuse catholique des Salésiens de Don Bosco, il fait partie intégrante d’un grand ensemble  d’Universités et Instituts supérieurs salésiens de diverses spécialités, coiffés par l’Université pontificale salésienne de Rome (UPS).
En tant qu’Institution universitaire salésienne (IUS), actuellement l’unique de langue française dans le monde entier, l’ISDB est une institution d'enseignement supérieur, d’inspiration chrétienne, à caractère catholique, et de charisme salésien.
L’ISDB est agréé par l’Etat togolais comme établissement privé d’enseignement supérieur.
L’ISDB a adopté le système LMD (Licence - Master - Doctorat) en 2007 et ses diplômes sont reconnus par le Conseil africain et malgache pour l’enseignement supérieur (CAMES).  